# Stilbruch (Band)
Stilbruch ist eine Klassik-Pop-Band aus Leipzig. Die Band selbst bezeichnet ihr Genre als „New Classic“.

## Geschichte
Die ursprüngliche Geschichte der Band beginnt 2001 als Schüler-Band in Leipzig, welche sich aber 2004 bereits wieder auflöste. Daraufhin gründete 2005 Sebastian Maul die Band in Dresden mit Friedemann Hasse (Geige) und Florian Manuel Fügemann (Schlagzeug), zweier Kommilitonen von der Dresdner Hochschule für Musik „Carl Maria von Weber“, neu. 2009 nahm die Band an der Pro7-Fernsehsendung Germanys next Showstars teil und erreichte dort das Finale. 2012 wurde der Dresdner Gunnar Nilsson Schlagzeuger der Band und im August 2015 ersetzte Eli Fabrikant den Geiger Hasse. Im Jahr 2013 wurde Stilbruch als bester Nachwuchskünstler bei der Gala-Veranstaltung "20 Jahre Ticket-Center" ausgezeichnet.
Der bislang größte musikalische Erfolg ist das Album Nimm mich mit, das im September 2016 für eine Woche in die Top 100 der Deutschen Albumcharts kletterte. Im Mai 2017 kündigte die Band den Abschied des Geigers Fabrikant an. Vorher spielte die Band bereits mit verschiedenen Geigern, um einen Nachfolger zu finden. Neuer Geiger ist seitdem Philippe Amadé Polyak. Nur ein Jahr später kündigt die Band auch den Abschied des Schlagzeugers Nilsson an. Ersetzt wurde Nilsson durch Stan Neufeld, dessen Abschied aus der Band wiederum jedoch schon im März 2019 angekündigt wurde. Als Nachfolger wurde im April 2019 Konstantin Chiddi vorgestellt.

## Diskografie
Alben
- 2005: Neu...[11]
- 2009: Bruchstücke
- 2009: Scherben
- 2009: Neuland[2]
- 2011: Live
- 2013: Alles kann passieren[12]
- 2016: Nimm mich mit[5][12]
- 2019: Zuhause live[13]
- 2024: Das wird groß[14]